# Pratapa extensa
Pratapa extensa är en fjärilsart som beskrevs av Evans 1925. Pratapa extensa ingår i släktet Pratapa och familjen juvelvingar. Inga underarter finns listade i Catalogue of Life.